# Список членистоногих, занесённых в Красную книгу Оренбургской области

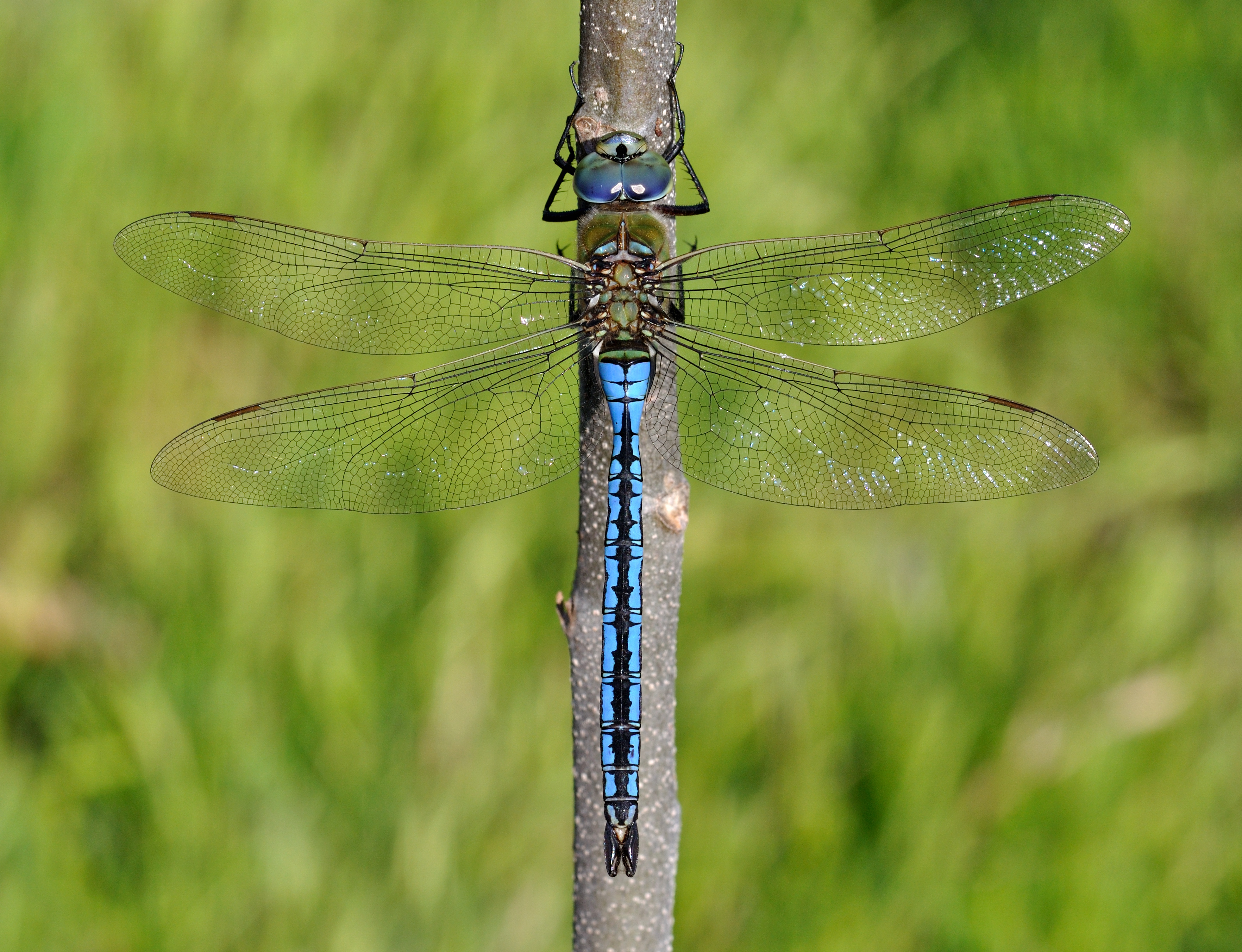
Дозорщик-император, одна из самых крупных стрекоз России

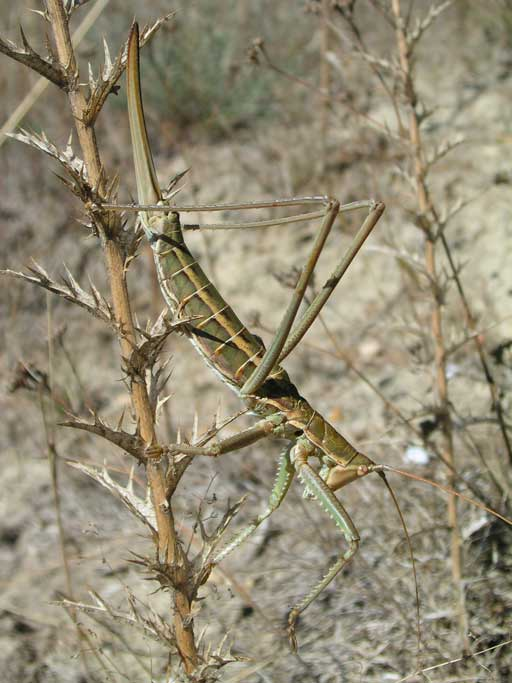
Дыбка степная, самый крупный кузнечик России

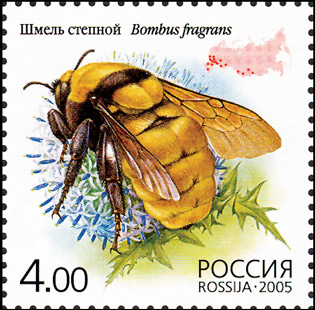
Степной шмель

Список членистоногих, занесённых в Красную книгу Оренбургской области состоит из 40 видов различных членистоногих, включённых в Красную книгу Оренбургской области.
Категории охраны отмечены цифрой в конце строки каждого вида:
- 1 — находящиеся под угрозой исчезновения
- 2 — сокращающиеся в численности
- 3 — редкие
- 4 — неопределенные по статусу
- 5 — восстанавливающиеся

## Класс Паукообразные

### Отряд Скорпионы
- Пёстрый скорпион — Mesobuthus eupeus 3

### Отряд Фаланги
- Каспийский галеод — Galeodes caspius 3

## Класс Насекомые

### Отряд Стрекозы
- Дозорщик-император — Anax imperator 3

### Отряд Прямокрылые
- Дыбка степная — Saga pedo 5
- Короткокрылая боливария — Bolivaria brachyptera 3
- Севчук Сервилла — Onconotus servillei 3

### Отряд Жесткокрылые
- Венгерская жужелица — Carabus hungaricus 2
- Жужелица Менетрие — Carabus menetriesi 4
- Бессарабская жужелица — Carabus bessarabicus 3
- Пахучий красотел — Calosoma sycophanta 5
- Сетчатый красотел — Callisthenes reticulatus 0
- Широкий плавунец — Dytiscus latissimus 3
- Жук-олень — Lucanus cervus 4
- Обыкновенный отшельник — Osmoderma eremita 3
- Изменчивый восковик — Gnorimus variabilis 3
- Красивейшая бронзовка — Protaetia speciosissima 3
- Двупятнистый афодий — Aphodius bimaculatus 4
- Ржаво-красный щелкун — Elater ferrugineus 3
- Дубовая златка — Eurythyrea quercus 3
- Альпийский усач — Rosalia alpina 2
- Усач кожевник — Prionus coriarius 3
- Бородавчатый омиас — Omias verruca 7
- Острокрылый слоник — Euidosomus acuminatus 7
- Четырехпятнистый стефаноклеонус — Stephanocleonus tetragrammus 3
- Бронзовая майка — Meloe aeneus 3

### Отряд Перепончатокрылые
- Паразитический оруссус — Orussus abietinus 3
- Черноногий харакопигус — Characopygus modestus 4
- Крупный парнопес — Parnopes grandior 3
- Пчела-плотник — Xylocopa valga 7
- Карликовая ксилокопа — Xylocopa iris 3
- Необыкновенный шмель — Bombus paradoxus 3
- Армянский шмель — Bombus armeniacus 3
- Степной шмель — Bombus fragrans 3

### Отряд Чешуекрылые
- Павлиноглазка малая — Saturnia pavonia 3
- Зорька эуфема — Zegris eupheme 3
- Переливница большая — Apatura iris 4
- Голубянка римн — Neolycaena rhymnus 3
- Поликсена — Zerynthia polyxena 3
- Мнемозина — Parnassius mnemosyne 3
- Обыкновенный аполлон — Parnassius apollo 3